# Dryadella mocoana
Dryadella mocoana är en orkidéart som beskrevs av Carlyle August Luer och Rodrigo Escobar. Dryadella mocoana ingår i släktet Dryadella och familjen orkidéer. Inga underarter finns listade i Catalogue of Life.